# Vyeyra
Vyeyra ist eine historische portugiesische Schreibform für das portugiesische Wort Vieira, das im Portugiesischen und Galicischen für die Große Pilgermuschel (auch Jakobsmuschel genannt) aus der Familie der Kammmuscheln (Pectinidae) steht und daraus abgeleitet ein portugiesischer Orts- und weiter abgeleitet ein bekannter portugiesischer Familienname ist.
Der Gebrauch des Wortes lässt sich nach aktuellem Kenntnisstand bis Anfang des 13. Jahrhunderts im Nordwesten Portugals nachweisen. Man geht davon aus, dass das Wort als Name unabhängig an unterschiedlichen Orten entstanden ist (z. B. Vieira do Minho und Vieira de Leiria). Als Familienname findet sich das Wort erstmals im Nordwesten Portugals in der Provinz Minho in der Ära der Könige D. Afonso II. und D. Sancho II. von Portugal gegen 1220 n. Chr.
 

Die historische Schreibweise Vyeyra findet sich noch mindestens bis zum Ende des Mittelalters Mitte des 16. Jahrhunderts. Das moderne Portugiesische Alphabet kennt den Buchstaben Y neben dem K und W grundsätzlich nicht, nur die 23 Buchstaben des lateinischen Alphabets A, B, C, D, E, F, G, H, I, J, L, M, N, O, P, Q, R, S, T, U, V, X und Z. Die Buchstaben K, W und Y werden dennoch benutzt, jedoch nur noch bei Namen. Noch mindestens bis Ende des Mittelalters war die Benutzung des Buchstabens Y (y) in der portugiesischen Schriftsprache gebräuchlich, wie z. B. folgender Text aus dem 16. Jahrhundert veranschaulicht:
„... toda junta a quinze dyas de aguosto hou se o tempo que lhe pareçese bem he menos pryguo se espera se lhe fezese faroll da sua naao he pelo pomto do seu pyloto vyese demandar guoa he ele com hos guoleons que fiquavam hatravesase a jmdea pare- ceu a todos bem he cheguado a naao do fejtor perto do gualeom do gouernador foy hele la em hũ esquyfe a quem deu ho Regymento da maneyra que comprya mais a servyço d ell rej noso senhor he alem deste mandado ha que as fustas provese dese fresquo ho mais que lhe fose necesaryo a quall despedyo de sy ho mesmo dya ja noyte he sy a nau de jorge vyeyra merquador em que levaram consyguo da jmdea quareguada de manty- mentos ha armada com lycença ha hurmuz he hũs na vollta da serra he outros na vollta do mar desapareçerom ...“
Bezüglich des Wortes Vieira hat sich die Schreibweise mit dem Buchstaben I (i) anstelle des Y (y) grundsätzlich auch für Namen durchgesetzt. Darüber hinaus wird das Wort als Name zum Teil auch noch mit dem Buchstaben Y (y) geschrieben, z. B. als Vieyra oder Vyeyra.